# Eriogonum atrorubens
Eriogonum atrorubens là một loài thực vật có hoa trong họ Rau răm. Loài này được Engelm. mô tả khoa học đầu tiên năm 1848.